# Los Portales
Los Portales (Casabermeja, Málaga) es una aldea situada más alta que el mismo pueblo. Está introducida en los montes de Casabermeja, a una altitud de unos 600 m s. n. m.

## Demografía
La población de Los Portales constituye la menor parte del municipio de Casabermeja, sin contar las fincas privadas, como Los Palomos, Noriega o Las Aguilillas. Los Portales es un lugar bastante tranquilo, solo se llena de gente en julio, cuando se celebra la fiesta del Carmen. El resto del año, se convierte en un lugar totalmente tranquilo.

## geografía

### Cómo llegar
Al llegar a Casabermeja, se sigue el desvío que lleva a Colmenar, y se coge otro desvío antes, pasando por el barrio del Alcaide. Desde ahí, se sigue el camino hasta llegar a Los Portales.

## Clima
Suele hacer más frío que en Casabermeja, debido al cambio de altitud (unos 200 metros más alto). En invierno, las temperaturas son muy frías, llegando a los -4 °C en invierno o más de -6 °C cuando viene una ola de frío del norte, permitiendo que se produzcan nevadas que no suelen cuajar, aunque a veces lo hacen, como la nevada del 29 de enero de 2006, algunas en enero de 2007 y la del 8 de enero de 2009. Lo que sí son frecuentes son las heladas.
En verano, las temperaturas suben hasta los 46 °C de día y los 15 °C de noche.

## Fiestas
Se celebra la fiesta del Carmen

## Ecosistema
La aldea se sitúa en el interior de los montes de Málaga.
- Datos: Q5980225